# Hyacinthoides lingulata
Hyacinthoides lingulata là một loài thực vật có hoa trong họ Măng tây. Loài này được (Poir.) Rothm. mô tả khoa học đầu tiên năm 1944.